# Axel Josephson
Axel Josephson, född 2 december 1866 i Stockholm, död där 20 september 1934, var en svensk advokat.
Axel Josephson var son till grosshandlaren Bernhard Josephson. Efter läroverksstudier i Stockholm och studier vid Schartaus handelsinstitut emigrerade han 1892 till USA, där han avlade en högre juridisk examen vid George Washington University 1903. Han var anställd vid Förenta staternas censusbyrå i Washington, D.C. från 1900, tjänstgjorde som tillförordnad legationssekreterare vid svensk-norska beskickningen i Washington 1905 och biträdde även svenska generalkonsuln som juridiskt ombud. Från 1903 bedrev Josephson egen advokatpraktik i Washington, Chicago och New York. Jacobsson verkade i ett stort antal amerikanska partiorganisationer, bland annat från 1896 som sekreterare i republikanska nationalkommittén vid presidentvalet. Han var under första världskriget sekreterare i svenska avdelningen av Liberty Loan Committee, vilken utvidgades till att bli en stor centralkommitté, arbetade för samförstånd nationerna emellan, och var 1926–1929 medlem av New Yorks fondbörs. Josephson var samtidigt målmedvetet verksam för att i USA tillvarata svenska intressen och att i Sverige sprida kunskap om USA. Bland annat var han en av initiativtagarna till svenska handelskammaren i New York och andra svensk-amerikanska organisationer. Under den svenska unionskrisen 1905 var Josephson Associated Press' representant i Sverige, och under många år arbetade han som Amerikakorrespondent för ett flertal större svenska tidningar. Josephson översatte John Jacob Astor IVs utopiska roman En resa i fremmande verldar (1895) till svenska och Viktor Rydbergs Singoalla (1903) till engelska.